# USS Pennsylvania (ACR-4)
Lo USS Pennsylvania (hull classification symbol ACF-4, poi CA-4) fu un incrociatore corazzato della United States Navy, prima unità dell'omonima classe ed entrato in servizio nel marzo 1905.

## Storia
Costruita nel primo decennio del 1900 dalla compagnia William Cramp & Sons di Filadelfia, la nave fu varata il 22 agosto del 1903. Il teatro di operazioni assegnato era la costa atlantica degli Stati Uniti d'America e il Mare dei Caraibi fino al 8 settembre 1906. Lasciò Newport per essere trasferita nell'oceano Pacifico fino a che, il 27 settembre 1907, non venne richiamata sulle coste occidentali, con base a San Francisco. Visitò il Cile ed il Perù nel 1910. Il 18 gennaio 1911, sul ponte poppiero della nave trasformato con tavole di legno, vi fu il primo appontaggio della storia, eseguito da Eugene Ely: il pilota, che decollò da San Bruno, riuscì a completare l'appontaggio con l'uso di un uncino installato al posto delle ruote di coda. Questo evento rimase a fondamento della nascita dell'aviazione di Marina e delle portaerei.
Il 27 agosto 1912 la nave venne ribattezzata USS Pittsburgh, per lasciare il nome Pennsylvania a una nuova nave da battaglia in costruzione, la futura USS Pennsylvania (BB-38). Nel corso della prima guerra mondiale l'incrociatore operò nel Pacifico in pattugliamenti per contrastare le navi corsare tedesche. Nel primo dopoguerra il Pittsburgh operò nelle acque europee e poi di nuovo nel Pacifico, fino alla sua radiazione dal servizio il 26 ottobre 1931. Lo scafo venne venduto per la demolizione il 21 dicembre 1931.